# Emili Rosales i Castellà
Emili Rosales i Castellà (la Ràpita, Montsià, 12 de febrer de 1968) és un escriptor i editor català.
Llicenciat en filologia catalana i màster d’edició per la Universitat de Barcelona, el 1991 va guanyar el premi Salvador Espriu per a joves poetes amb els Els dies i tu i, el 2004, el premi Sant Jordi amb La ciutat invisible.
S'inicià com a poeta amb Ciutats i mar (1989). Com a novel·lista ha publicat La casa de la platja (1995), Els amos del món (1997) i Mentre Barcelona dorm (1999). Participà en la biografia Capri, t’estimem. L’home, l’artista, el geni (1998).
Des de 1990 fins 2006 va col·laborar com a crític a La Vanguardia. Des de 2006, és director editorial a Ediciones Destino i, des del 2014, del Grup 62.

## Obra

### Poesia
- 1989 - Ciutats i mar
- 1991 - Els dies i tu[1]

### Novel·la
- 1995 - La casa de la platja[1]
- 1997 - Els amos del món[1]
- 1999 - Mentre Barcelona dorm[1]
- 2005 - La ciutat invisible[1]

## Premis i reconeixements
- 1990 - Premi Salvador Espriu per Els dies i tu
- 2005 - Sant Jordi per La ciutat invisible[1]